# 路易斯安那州行政区划
路易斯安那州共有64个堂区，堂区与美国其他州的县属同级别行政单位，另外阿拉斯加州既没有县也没有堂区，而是划分成自治市和统计区。所以路易斯安那也是全美唯一一个以堂区来划分行政区划的州。
州内有41个堂区是由名为的议会管理，另外23个堂区有多种不同形式的政府，包括主席─议会制、堂区委员会或市/堂区合一。
路易斯安那原本是法国和西班牙的殖民地，都属正式的天主教会。地方政府基于当地教会所划分的堂区（英语：parishes，法语：paroisse，西班牙语parroquia）建立，1803年路易斯安那购地后，领地议会将奥尔良领地（路易斯安那州的前身）划分为12个县。各县的边界没有严格划分，但大致与之前的殖民地堂区相符，因此也继承了原有的名称。
1807年3月31日，领地议会将全州分为19个堂区，但没有废除原有的县，这些县一直存在到1845年。
1811年，路易斯安那召开了一次制宪会议准备加入联邦。将全州组织成七个司法管辖区，每一个包含一定数量的堂区。1816年，首张正式的州地图使用了堂区这一名称，1845年的宪法也是如此。从此以后，路易斯安那的初级政府分支就称之为“堂区”。
以下表格会在每一个堂区的名称后面列出其联邦资料处理标准代码（简称FIPS代码），该代码是联邦政府用来区分各州和各县（堂区）的唯一识别码。路易斯安那州的代码是22，结合任何一个堂区的代码则为“22XXX”，所有的FIPS代码将链接至该堂区最近的一次人口普查数据。

## 列表
| 堂区              | FIPS代码 | 堂区政府       | 成立 | 来源                                                         | 辞源                                                                                   | 人口    | 面积         | 地图                                  |
| ----------------- | -------- | -------------- | ---- | ------------------------------------------------------------ | -------------------------------------------------------------------------------------- | ------- | ------------ | ------------------------------------- |
| 阿卡迪亚堂区      | 001      | 克罗利         | 1886 | 圣兰德里堂区的一部分                                         | 定居此地的阿卡迪亚人                                                                   | 61,773  | 1704平方公里 | 標示出阿卡迪亚堂区堂区位置的地圖      |
| 艾伦堂区          | 003      | 奥伯林         | 1912 | 卡尔克苏堂区的一部分                                         | 忠于联盟的路易斯安那州长亨利·沃金斯·艾伦（Henry Watkins Allen）                                           | 25,764  | 1984平方公里 | 標示出艾伦堂区堂区位置的地圖          |
| 阿森松堂区        | 005      | 唐纳森维尔     | 1807 | 最初19个堂区之一                                             | 以唐纳森维尔的一家天主教堂命名                                                         | 107,215 | 785平方公里  | 標示出阿森松堂区堂区位置的地圖        |
| 阿桑普申堂区      | 007      | 拿破仑维尔     | 1807 | 最初的19个堂区之一                                           | 以同名天主教堂命名                                                                     | 23,421  | 943平方公里  | 標示出阿桑普申堂区堂区位置的地圖      |
| 阿沃耶尔堂区      | 009      | 马克斯维尔     | 1807 | 最初的19个堂区之一                                           | 美洲原住民部落名                                                                       | 42,073  | 2243平方公里 | 標示出阿沃耶尔堂区堂区位置的地圖      |
| 波尔格堂区        | 011      | 德里德         | 1912 | 卡尔克苏堂区的一部分                                         | 美国内战南军将军P·G·T·博雷加德                                                         | 35,654  | 3020平方公里 | 標示出波尔格堂区堂区位置的地圖        |
| 边维尔堂区        | 013      | 阿卡迪亚       | 1848 | 克莱本堂区的一部分                                           | 以新奥尔良市的创立者，法属印第安那殖民地总督命名                                       | 14,353  | 2129平方公里 | 標示出边维尔堂区堂区位置的地圖        |
| 博西尔堂区        | 015      | 本顿           | 1843 | 克莱本堂区的一部分.                                          | 路易斯安那州联邦众议员皮埃尔·博西尔                                                    | 116,979 | 2246平方公里 | 標示出博西尔堂区堂区位置的地圖        |
| 卡多堂区          | 017      | 什里夫波特     | 1838 | 纳基托什堂区的一部分.                                        | 同名美洲原住民部落                                                                     | 254,969 | 2427平方公里 | 標示出卡多堂区堂区位置的地圖          |
| 卡尔克苏堂区      | 019      | 莱克查尔斯     | 1840 | 圣兰德里堂区的一部分                                         | 美洲原住民部落同名酋长，意为“哭泣的雄鹰”                                               | 192,768 | 2833平方公里 | 標示出卡尔克苏堂区堂区位置的地圖      |
| 考德威尔堂区      | 021      | 哥伦比亚       | 1838 | 卡塔胡拉堂区和沃希托堂区的一部分                             | 考德威尔家族曾拥有大片种植园，并活跃在州内政界                                         | 10,132  | 1401平方公里 | 標示出考德威尔堂区堂区位置的地圖      |
| 卡梅伦堂区        | 023      | 卡梅伦         | 1870 | 卡尔克苏堂区和弗米利恩堂区的一部分                           | 美国战争部长塞门·卡梅伦（Simon Cameron）                                                            | 6,839   | 5004平方公里 | 標示出卡梅伦堂区堂区位置的地圖        |
| 卡塔胡拉堂区      | 025      | 哈里森         | 1808 | 沃希托堂区和拉皮德堂区的一部分                               | 同名湖泊，原是美洲原住民语，意为“大的，透明的湖”                                       | 10,407  | 1914平方公里 | 標示出卡塔胡拉堂区堂区位置的地圖      |
| 克莱本堂区        | 027      | 荷马           | 1828 | 纳基托什堂区的一部分.                                        | 路易斯安那州长威廉·C·C·克莱本                                                          | 17,195  | 1989平方公里 | 標示出克莱本堂区堂区位置的地圖        |
| 康科迪亚堂区      | 029      | 维达利亚       | 1807 | 最初的19个堂区之一                                           | 不确定，可能因为这一片区域原叫“新康科迪亚”，或是由原西班牙总督居住的名叫“康科德”的豪宅 | 20,822  | 1940平方公里 | 標示出康科迪亚堂区堂区位置的地圖      |
| 德索托堂区        | 031      | 曼斯菲尔德     | 1843 | 卡多堂区和纳基托什堂区的一部分                               | 西班牙探险家埃尔南多·德·索托                                                           | 26,656  | 2318平方公里 | 標示出德索托堂区堂区位置的地圖        |
| 东巴吞鲁日堂区    | 033      | 巴吞鲁日       | 1810 | 西佛罗里达领地的一部分                                       | 同音法语，意为“红色木棍”，当地美洲原住民用来标志部落间的领地界限                       | 440,171 | 1220平方公里 | 標示出东巴吞鲁日堂区堂区位置的地圖    |
| 东卡洛尔堂区      | 035      | 莱克普罗维登斯 | 1877 | 原卡洛尔县分成东西两部分                                     | 查尔斯·卡罗尔，最后一位去世的《美国独立宣言》签署人                                    | 7,759   | 1145平方公里 | 標示出东卡洛尔堂区堂区位置的地圖      |
| 东费利西亚纳堂区  | 037      | 克林顿         | 1824 | 原费利西亚纳堂区分成东西两部分                               | 费利西亚·德嘉维兹，路易斯安那领地西班牙总督夫人的名字                                  | 20,267  | 1181平方公里 | 標示出东费利西亚纳堂区堂区位置的地圖  |
| 伊文格琳堂区      | 039      | 威乐普拉特     | 1910 | 圣兰德里堂区的一部分                                         | 亨利·沃兹沃思·朗费罗同名史诗，讲述一位阿卡迪亚人同名女英雄的故事                       | 33,984  | 1761平方公里 | 標示出伊文格琳堂区堂区位置的地圖      |
| 富兰克林堂区      | 041      | 温斯伯勒       | 1843 | 卡洛尔堂区、麦迪逊堂区、沃希托堂区和卡塔胡拉堂区的一部分     | 美国国父本杰明·富兰克林                                                                | 20,767  | 1647平方公里 | 標示出富兰克林堂区堂区位置的地圖      |
| 格兰特堂区        | 043      | 科尔           | 1869 | 拉皮德堂区和温堂区的一部分                                   | 美国总统尤利西斯·辛普森·格兰特                                                         | 22,309  | 1720平方公里 | 標示出格兰特堂区堂区位置的地圖        |
| 伊比利亚堂区      | 045      | 新伊比利亚     | 1868 | 圣马丁堂区和圣玛丽堂区的一部分                               | 西班牙定居者以伊比利亚半岛命名                                                         | 73,240  | 2670平方公里 | 標示出伊比利亚堂区堂区位置的地圖      |
| 伊贝维尔堂区      | 047      | 普拉奎迈恩     | 1807 | 最初的19个堂区之一                                           | 西班牙探险家皮埃尔·莱·莫耶·伊贝维尔（Pierre Le Moyne d'Iberville）                                                | 33,387  | 1691平方公里 | 標示出伊贝维尔堂区堂区位置的地圖      |
| 杰克逊堂区        | 049      | 琼斯伯勒       | 1845 | 克莱本堂区、沃希托堂区和尤宁堂区的一部分                     | 美国总统安德鲁·杰克逊                                                                  | 16,274  | 1502平方公里 | 標示出杰克逊堂区堂区位置的地圖        |
| 杰佛逊堂区        | 051      | 格雷特纳       | 1825 | 新奥尔良的一部分                                             | 美国国父托马斯·杰佛逊                                                                  | 432,552 | 1663平方公里 | 標示出杰佛逊堂区堂区位置的地圖        |
| 杰佛逊·戴维斯堂区 | 053      | 詹宁斯         | 1912 | 卡尔克苏堂区的一部分                                         | 美利坚联盟国总统杰佛逊·戴维斯                                                          | 31,594  | 1707平方公里 | 標示出杰佛逊·戴维斯堂区堂区位置的地圖 |
| 拉法叶堂区        | 055      | 拉法叶         | 1823 | 圣马丁堂区的一部分                                           | 美国独立战争英雄拉法耶特侯爵                                                           | 221,578 | 699平方公里  | 標示出拉法叶堂区堂区位置的地圖        |
| 拉福什堂区        | 057      | 蒂博           | 1807 | 最初的19个堂区之一，曾两次更名                               | 法语“la fourche”或英语“the fork”，密西西比河的一条分岔                                 | 96,318  | 3812平方公里 | 標示出拉福什堂区堂区位置的地圖        |
| 拉萨尔堂区        | 059      | 耶拿           | 1908 | 卡塔胡拉堂区的一部分                                         | 法国探险家雷内-罗伯特·卡维里尔，拉萨尔先生                                             | 14,890  | 1717平方公里 | 標示出拉萨尔堂区堂区位置的地圖        |
| 林肯堂区          | 061      | 拉斯顿         | 1873 | 边维尔堂区、克莱本堂区、杰克逊堂区和尤因堂区的一部分         | 美国总统亚伯拉罕·林肯                                                                  | 46,735  | 1222平方公里 | 標示出林肯堂区堂区位置的地圖          |
| 利文斯顿堂区      | 063      | 利文斯顿       | 1832 | 圣海伦娜堂区的一部分                                         | 美国国务卿爱德华·利文斯顿                                                              | 128,026 | 1821平方公里 | 標示出利文斯顿堂区堂区位置的地圖      |
| 麦迪逊堂区        | 065      | 塔卢拉         | 1838 | 康科迪亚堂区的一部分                                         | 美国宪法之父詹姆斯·麦迪逊                                                              | 12,093  | 1686平方公里 | 標示出麦迪逊堂区堂区位置的地圖        |
| 莫豪斯堂区        | 067      | 巴斯特罗普     | 1844 | 卡洛尔堂区和沃希托堂区的一部分                               | 带领首批定居者进入该地区的亚伯拉罕·莫豪斯                                              | 27,979  | 2085平方公里 | 標示出莫豪斯堂区堂区位置的地圖        |
| 纳基托什堂区      | 069      | 纳基托什       | 1807 | 最初的19个堂区之一                                           | 同名美洲原住民部落                                                                     | 39,566  | 3364平方公里 | 標示出纳基托什堂区堂区位置的地圖      |
| 新奥尔良          | 071      | 新奥尔良       | 1807 | 最初的19个堂区之一                                           | 法国留守奥尔良公爵                                                                     | 343,829 | 2349平方公里 | 標示出新奥尔良堂区位置的地圖          |
| 沃希托堂区        | 073      | 门罗           | 1807 | 最初的19个堂区之一                                           | 同名美洲原住民部落                                                                     | 153,720 | 906平方公里  | 標示出沃希托堂区堂区位置的地圖        |
| 普拉克明堂区      | 075      | 波因塔哈拉什   | 1807 | 最初的19个堂区之一                                           | 美洲原住民语“柿子”                                                                     | 23,042  | 6291平方公里 | 標示出普拉克明堂区堂区位置的地圖      |
| 潘特康勃堂区      | 077      | 新路           | 1807 | 最初的19个堂区之一                                           | 法语“la pointe coupée”或英语“the cut-off point”，指密西西比河的一个弯曲                | 22,802  | 1531平方公里 | 標示出潘特康勃堂区堂区位置的地圖      |
| 拉皮德堂区        | 079      | 亚历山德里亚   | 1807 | 最初的19个堂区之一                                           | 以当地河水湍急得名（法语：rapides）                                                    | 131,613 | 3528平方公里 | 標示出拉皮德堂区堂区位置的地圖        |
| 红河堂区          | 081      | 考沙塔         | 1871 | 边维尔堂区、博西尔堂区、卡多堂区和纳基托什堂区的一部分       | 以密西西比河的一部分，红河命名                                                         | 9,091   | 1041平方公里 | 標示出红河堂区堂区位置的地圖          |
| 里奇兰堂区        | 083      | 雷维尔         | 1868 | 卡洛尔堂区、富兰克林堂区、莫豪斯堂区和沃希托堂区的一部分     | 英文原名有“富庶之地”的意思                                                             | 20,725  | 1461平方公里 | 標示出里奇兰堂区堂区位置的地圖        |
| 沙宾堂区          | 085      | 梅尼           | 1843 | 卡多堂区和纳基托什堂区的一部分                               | 同名河流                                                                               | 24,233  | 2621平方公里 | 標示出沙宾堂区堂区位置的地圖          |
| 圣贝尔纳堂区      | 087      | 查尔梅特       | 1807 | 最初的19个堂区之一                                           | 以圣伯尔纳铎命名                                                                       | 35,897  | 4646平方公里 | 標示出圣贝尔纳堂区堂区位置的地圖      |
| 圣查尔斯堂区      | 089      | 哈恩维尔       | 1807 | 最初的19个堂区之一                                           | 以圣查尔斯命名                                                                         | 52,780  | 1062平方公里 | 標示出圣查尔斯堂区堂区位置的地圖      |
| 圣海伦娜堂区      | 091      | 格林           | 1810 | 西佛罗里达领地                                               | 以圣海伦娜命名                                                                         | 11,203  | 1059平方公里 | 標示出圣海伦娜堂区堂区位置的地圖      |
| 圣詹姆斯堂区      | 093      | 康文特         | 1807 | 最初的19个堂区之一                                           | 圣詹姆斯                                                                               | 22,102  | 668平方公里  | 標示出圣詹姆斯堂区堂区位置的地圖      |
| 施洗者圣约翰堂区  | 095      | 艾德加         | 1807 | 最初的19个堂区之一                                           | 以圣若翰洗者命名                                                                       | 45,924  | 901平方公里  | 標示出施洗者圣约翰堂区堂区位置的地圖  |
| 圣兰德里堂区      | 097      | 奥珀卢萨斯     | 1807 | 最初的19个堂区之一                                           | 以天主教巴黎总教区圣人主教圣兰德命名                                                   | 83,384  | 2432平方公里 | 標示出圣兰德里堂区堂区位置的地圖      |
| 圣马丁堂区        | 099      | 圣马丁维尔     | 1807 | 最初的19个堂区之一                                           | 以圣马丁命名                                                                           | 52,160  | 2116平方公里 | 標示出圣马丁堂区堂区位置的地圖        |
| 圣玛丽堂区        | 101      | 富兰克林       | 1811 | 圣马丁堂区的一部分                                           | 以圣玛丽命名                                                                           | 54,650  | 1585平方公里 | 標示出圣玛丽堂区堂区位置的地圖        |
| 圣坦曼尼堂区      | 103      | 卡温顿         | 1810 | 西佛罗里达领地                                               | 美洲原住民酋长坦曼尼                                                                   | 233,740 | 2911平方公里 | 標示出圣坦曼尼堂区堂区位置的地圖      |
| 坦吉帕霍阿堂区    | 105      | 阿米特城       | 1868 | 圣坦曼尼堂区、利文斯顿堂区、圣海伦娜堂区和华盛顿堂区的一部分 | 美洲原住民语，意为“玉米穗”或“收玉米的人”                                               | 121,097 | 2132平方公里 | 標示出坦吉帕霍阿堂区堂区位置的地圖    |
| 滕萨斯堂区        | 107      | 圣若瑟         | 1843 | 康科迪亚堂区的一部分                                         | 同名美洲原住民部落                                                                     | 5,066   | 1660平方公里 | 標示出滕萨斯堂区堂区位置的地圖        |
| 泰勒博恩堂区      | 109      | 霍玛           | 1822 | 拉福什堂区的一部分                                           | 法语“terre bonne”，意为“好土地”                                                        | 111,860 | 5387平方公里 | 標示出泰勒博恩堂区堂区位置的地圖      |
| 聯合堂區          | 111      | 法默维尔       | 1839 | 沃希托堂区的一部分                                           | 英文原名指各州以同盟形式建国                                                           | 22,721  | 2344平方公里 | 標示出聯合堂區堂区位置的地圖          |
| 弗米利恩堂区      | 113      | 阿布维尔       | 1844 | 拉法叶堂区的一部分                                           | 同名河流和同名海湾                                                                     | 57,999  | 3983平方公里 | 標示出弗米利恩堂区堂区位置的地圖      |
| 弗农堂区          | 115      | 利斯维尔       | 1871 | 纳基托什堂区、拉皮德堂区和沙宾堂区的一部分                   | 维农山庄，美国国父乔治·华盛顿的老家                                                    | 52,334  | 3473平方公里 | 標示出弗农堂区堂区位置的地圖          |
| 华盛顿堂区        | 117      | 富兰克林顿     | 1819 | 圣坦曼尼堂区的一部分                                         | 美国国父乔治·华盛顿                                                                    | 47,168  | 1751平方公里 | 標示出华盛顿堂区堂区位置的地圖        |
| 韦伯斯特堂区      | 119      | 明登           | 1871 | 边维尔堂区、博西尔堂区和克莱本堂区的一部分                   | 联邦众议员、美国国务卿丹尼尔·韦伯斯特                                                  | 41,207  | 1593平方公里 | 標示出韦伯斯特堂区堂区位置的地圖      |
| 西巴吞鲁日堂区    | 121      | 艾伦港         | 1807 | 最初的19个堂区之一                                           | 同音法语，意为“红色木棍”，当地美洲原住民用来标志部落间的领地界限                       | 23,788  | 526平方公里  | 標示出西巴吞鲁日堂区堂区位置的地圖    |
| 西卡洛尔堂区      | 123      | 橡树林         | 1877 | 原卡洛尔堂区分为东西两部分                                   | 查尔斯·卡罗尔，最后一位去世的《美国独立宣言》签署人                                    | 11,604  | 932平方公里  | 標示出西卡洛尔堂区堂区位置的地圖      |
| 西费利西亚纳堂区  | 125      | 圣弗瑞安斯维尔 | 1824 | 原费利西亚纳堂区分为东西两部分                               | 费利西亚·德嘉维兹，路易斯安那领地西班牙总督夫人的名字                                  | 15,625  | 2722平方公里 | 標示出西费利西亚纳堂区堂区位置的地圖  |
| 温堂区            | 127      | 温菲尔德       | 1852 | 卡塔胡拉堂区、纳基托什堂区和拉皮德堂区的一部分               | 路易斯安那州议员沃尔特·温（Walter Winn）                                                          | 15,313  | 2479平方公里 | 標示出温堂区堂区位置的地圖            |

## 曾有过的堂区
1. 阿塔卡帕斯堂区（Attakapas Parish）
2. 比洛西堂区，成立于1811年，原是西佛罗里达领地。1812年部分原西佛罗里达地区移交密西西比领地时撤消[3]；
3. 卡洛尔堂区，1838年成立，原是沃希托堂区的一部分。1877年分裂为东卡洛尔堂区和西卡洛尔堂区[3]；
4. 费利西亚纳堂区，1810年成立，原是西佛罗里达领地，1824年分裂为东费利西亚纳堂区和西费利西亚纳堂区[3]；
5. 帕斯卡戈拉堂区，1811年成立，原是西佛罗里达领地，1812年部分原西佛罗里达地区移交密西西比领地时撤消[3]；
6. 沃伦堂区，1811年成立，原是康科迪亚堂区的一部分，1814年并入康科迪亚堂区和沃希托堂区[3]。

## 1803年划分的12个堂区（县）
1803年路易斯安那购地后，领地立法议会将奥尔良领地（路易斯安那州的前身）划分为12个县。各县的边界没有严格划分，但大致与之前的殖民地堂区相符，因此也继承了原有的名称，分别是：
1. 阿卡迪亚堂区
2. 阿塔卡帕斯堂区
3. 康科迪亚堂区
4. 日耳曼海岸堂区
5. 伊贝维尔堂区
6. 拉福什堂区
7. 纳基托什堂区
8. 奥珀卢萨斯堂区
9. 奥尔良堂区
10. 沃希托堂区
11. 潘特康勃堂区
12. 拉皮德堂区

此外，费利西亚纳堂区于1810年成立，其领土原属西佛罗里达领地。